# Пиротерии

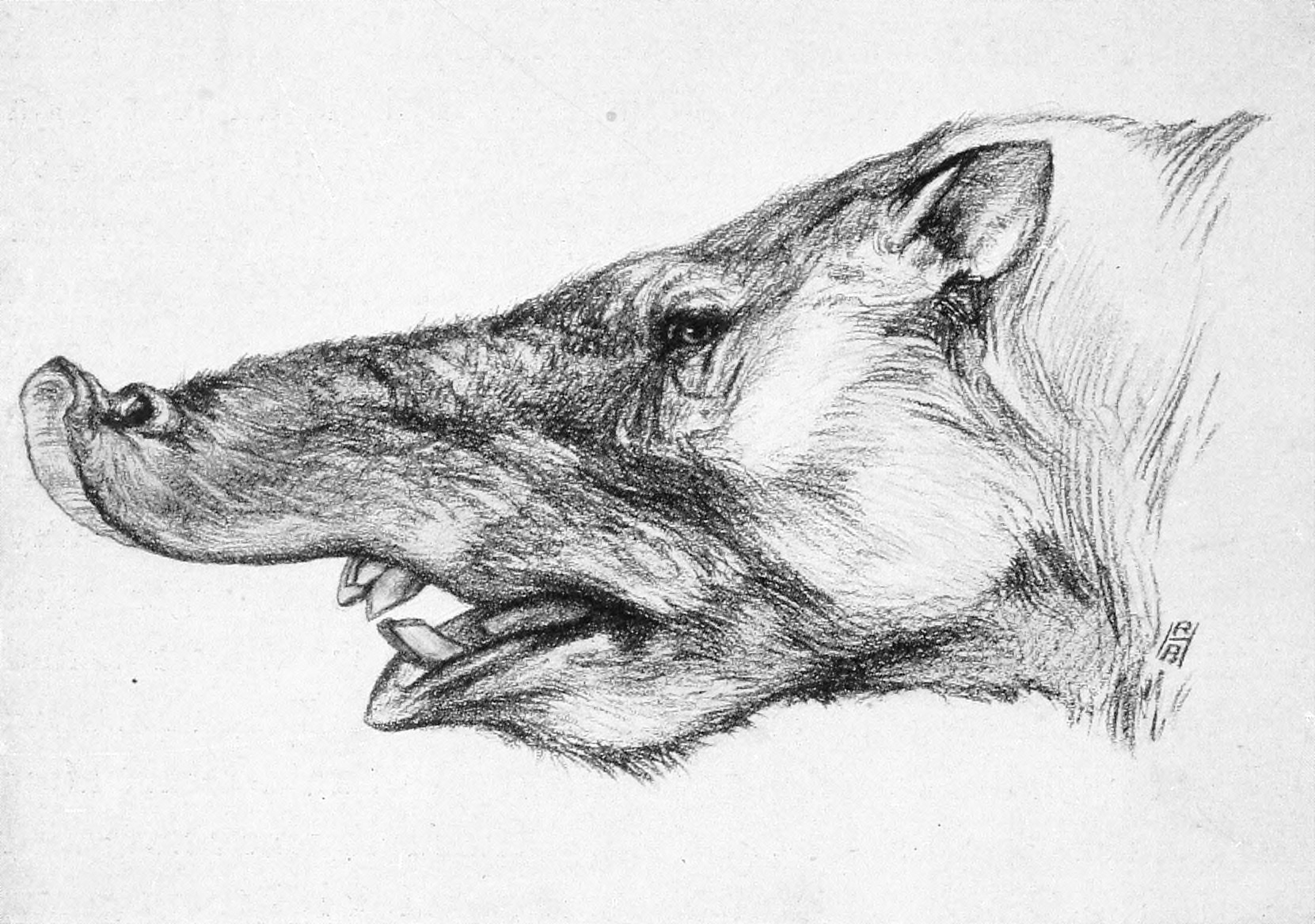
Реконструкция головы Pyrotherium

Пироте́рии (лат. Pyrotheria, от др.-греч. πῠρο- +θηρίον — огненный зверь) — отряд вымерших млекопитающих из клады Sudamericungulata, живших в эоцене и олигоцене на территории Южной Америки. Внешне несколько походили на современных слонов.

## Описание
Пиротерии имели массивное телосложение и колоннообразные ноги с короткими и широкими пальцами. Голова находилась на короткой шее и, вероятно, имела небольшой хобот. Четыре верхних и два нижних резца выдавались, наподобие бивней, вперёд. Боковые зубы были очень широкими и приспособленными к растительной пище.

## Эволюция отряда
По сравнению с другими отрядами южноамериканских копытных, пиротерии были относительно неразветвлённым и немногообразным отрядом. Период их существования также не является особо длительным. Вероятно, что их наиболее близкими родственниками, либо прямыми предками являлись ксенунгуляты.

## Классификация
Классификация отряда не устоялась, выделяют несколько семейств (Colombitheriidae, Pyrotheridae, Pyrotheriidae), состав которых различен у разных систематиков. В эти семейства включают следующие роды, большинство из которых монотипические:
- † Archaeolophus Ameghino, 1897
- † Carolozittelia Ameghino, 1901
- † Griphodon Anthony, 1924
- † Planodus Ameghino, 1887
- † Propyrotherium Ameghino, 1901
- † Pyrotherium Ameghino, 1888
- † Ricardowenia Ameghino, 1901

Наиболее известный представитель отряда — пиротерий — жил в позднем олигоцене. Он достигал длины 3 м и высоты в плечах 1,5 м. Его название, которое в переводе с греческого означает «огненный зверь», было дано из-за того, что первые ископаемые остатки этого животного были найдены в осадочных породах вулканического пепла.